# Unité urbaine de Carantec
L'unité urbaine de Carantec est une unité urbaine française de Bretagne, située dans le Finistère et centrée sur la commune de Carantec.

## Données générales
En 2010, selon l'INSEE, l'unité urbaine de Carantec est composée de deux communes  .
En 2016, elle était peuplée de 4 481 habitants et avait une densité de 235,8 hab./km².

## Composition selon la délimitation de 2010
| Nom              | Code Insee | Statut | Superficie (km2) | Population (dernière pop. légale) | Densité (hab./km2) |
| ---------------- | ---------- | ------ | ---------------- | --------------------------------- | ------------------ |
| Carantec (siège) | 29023      |        | 9,02             | 3 261 (2022)                      | 362                |
| Henvic           | 29079      |        | 9,95             | 1 195 (2022)                      | 120                |

## Sources
1. ↑  Composition communale de l'unité urbaine de Carantec